# Società Sportiva Calcio Napoli 1978-1979
Questa voce raccoglie le informazioni riguardanti la Società Sportiva Calcio Napoli nelle competizioni ufficiali della stagione 1978-1979.

## Stagione
Come la stagione scorsa il Napoli ha chiuso il campionato in sesta posizione raccogliendo 32 punti, vantando una miglior differenza reti nei confronti della Fiorentina. Dopo aver vinto il girone di Coppa Italia, dopo l'eliminazione dalla Coppa UEFA e dopo solo tre giornate di campionato Gianni Di Marzio è stato rilevato in panchina da Luís Vinício. Grazie al sesto posto e al successo della Juventus in Coppa Italia, il Napoli si è assicurato l'ultimo posto disponibile per la prossima Coppa UEFA. Ha lasciato Napoli dopo sedici stagioni una bandiera del calcio partenopeo Antonio Juliano che è stato ceduto al Bologna. Miglior marcatore stagionale ancora una volta Giuseppe Savoldi con un bottino di 11 reti, di cui 1 in Coppa UEFA, 1 in Coppa Italia e 9 in campionato. Nella Coppa Italia il Napoli vince il sesto girone di qualificazione, nei Quarti supera il Perugia nel doppio confronto, poi in Semifinale cede il passaggio alla finale al Palermo. Nella Coppa UEFA viene subito estromesso dal torneo dai sovietici della Dinamo Tbilisi.

## Divise

Il neoacquisto Roberto Filippi con la nuova divisa "firmata" Puma, la prima nella storia azzurra a mostrare il marchio di uno sponsor.

. A seguito della liberalizzazione approvata dal calcio italiano, la stagione vide il debutto del primo sponsor tecnico nella storia del Napoli, il marchio tedesco-occidentale Puma. La divisa casalinga rimase da tradizione azzurra, tuttavia innovata attraverso due bande bianche che correvano lungo spalle e braccia; identico template, a tinte inverse, venne adottato per la seconda divisa, anch'essa da tradizione bianca.
| Casa | Trasferta |

## Organigramma societario
Area direttiva
- Presidente: Corrado Ferlaino
- Segretario: Enrico Zuppardi

Area tecnica
- Direttore sportivo: Giorgio Vitali
- Allenatore: Gianni Di Marzio, poi dal 9 ottobre Luís Vinício
- Allenatore in seconda: Angelo Benedicto Sormani

Area sanitaria
- Medico sociale: Emilio Acampora
- Massaggiatori: Salvatore Carmando e Vincenzo Grimaldi

## Rosa
| N. |                   | Ruolo | Calciatore                      |
| -- | ----------------- | ----- | ------------------------------- |
|    | Italia (bandiera) | P     | Luciano Castellini              |
|    | Italia (bandiera) | P     | Pasquale Fiore                  |
|    | Italia (bandiera) | D     | Giuseppe Bruscolotti (Capitano) |
|    | Italia (bandiera) | D     | Vittorio Caporale               |
|    | Italia (bandiera) | D     | Sauro Catellani                 |
|    | Italia (bandiera) | D     | Moreno Ferrario                 |
|    | Italia (bandiera) | D     | Vincenzo Marino                 |
|    | Italia (bandiera) | D     | Attilio Tesser                  |
|    | Italia (bandiera) | C     | Sergio Antoniazzi               |
|    | Italia (bandiera) | C     | Domenico Caso                   |

| N. |                   | Ruolo | Calciatore               |
| -- | ----------------- | ----- | ------------------------ |
|    | Italia (bandiera) | C     | Costanzo Celestini       |
|    | Italia (bandiera) | C     | Roberto Filippi          |
|    | Italia (bandiera) | C     | Valerio Majo             |
|    | Italia (bandiera) | C     | Livio Pin                |
|    | Italia (bandiera) | C     | Pellegrino Valente       |
|    | Italia (bandiera) | C     | Claudio Vinazzani        |
|    | Italia (bandiera) | A     | Antonio Capone           |
|    | Italia (bandiera) | A     | Santino Nuccio           |
|    | Italia (bandiera) | A     | Claudio Pellegrini (III) |
|    | Italia (bandiera) | A     | Giuseppe Savoldi (I)     |

## Calciomercato
| Acquisti | Acquisti           | Acquisti          | Acquisti   |
| R.       | Nome               | da                | Modalità   |
| -------- | ------------------ | ----------------- | ---------- |
| C        | Roberto Filippi    | Lanerossi Vicenza | definitivo |
| C        | Valerio Majo       | Palermo           | prestito   |
| P        | Luciano Castellini | Torino            | definitivo |
| A        | Domenico Caso      | Fiorentina        | prestito   |
| D        | Attilio Tesser     | Treviso           | definitivo |
| A        | Claudio Pellegrini | Udinese           | definitivo |

| Cessioni | Cessioni            | Cessioni          | Cessioni   |
| R.       | Nome                | a                 | Modalità   |
| -------- | ------------------- | ----------------- | ---------- |
| A        | Luciano Chiarugi    | Sampdoria         | definitivo |
| C        | Antonio Juliano     | Bologna           | definitivo |
| D        | Antonio La Palma    | Lecce             | prestito   |
| D        | Enzo Mocellin       | Lanerossi Vicenza | definitivo |
| D        | Francesco Stanzione | Monza             | definitivo |

Nel calciomercato manca la cessione di Massimo Mattolini al Catanzaro.

## Risultati

### Serie A

#### Girone di andata
| Arbitro: | Tonolini (Milano) |

|                            |           |         |
| Pellegrini 20’ Savoldi 89’ | Marcatori | 8’ Ambu |

| Arbitro: | Barbaresco (Cormons) |

|                     |           |             |
| Di Gennaro 32’, 86’ | Marcatori | 14’ Savoldi |

| Arbitro: | Mattei (Macerata) |

|                |           |  |
| Pellegrini 67’ | Marcatori |  |

| Vicenza 22 ottobre 1978 4ª giornata | Lanerossi Vicenza | 0 – 0 | Napoli | Stadio Romeo Menti\| Arbitro: \| Lattanzi (Roma) \| |
| Arbitro:                            | Lattanzi (Roma)   |       |        |                                                     |

| Arbitro: | Milan (Treviso) |

|                            |           |  |
| Pellegrini 44’ Savoldi 76’ | Marcatori |  |

| Arbitro: | Bergamo (Livorno) |

|                                 |           |  |
| Oriali 80’ Altobelli 88’ (rig.) | Marcatori |  |

| Napoli 12 novembre 1978 7ª giornata | Napoli          | 0 – 0 | Juventus | Stadio San Paolo\| Arbitro: \| Menegali (Roma) \| |
| Arbitro:                            | Menegali (Roma) |       |          |                                                   |

| Arbitro: | D'Elia (Salerno) |

|              |           |             |
| De Ponti 36’ | Marcatori | 72’ Savoldi |

| Arbitro: | Ciulli (Roma) |

|            |           |               |
| Savoldi 4’ | Marcatori | 57’ De Vecchi |

| Torino 3 dicembre 1978 10ª giornata | Torino           | 0 – 0 | Napoli | Stadio Comunale\| Arbitro: \| Casarin (Milano) \| |
| Arbitro:                            | Casarin (Milano) |       |        |                                                   |

| Arbitro: | Lattanzi (Roma) |

|          |           |                |
| Majo 55’ | Marcatori | 62’ Speggiorin |

| Arbitro: | Agnolin (Bassano del Grappa) |

|            |           |             |
| Bordon 48’ | Marcatori | 68’ Savoldi |

| Arbitro: | Lapi (Firenze) |

|             |           |            |
| Savoldi 17’ | Marcatori | 13’ Nicoli |

| Catanzaro 14 gennaio 1979 14ª giornata | Catanzaro     | 0 – 0 | Napoli | Stadio Militare\| Arbitro: \| Longhi (Roma) \| |
| Arbitro:                               | Longhi (Roma) |       |        |                                                |

| Arbitro: | Menicucci (Firenze) |

|                    |           |  |
| Savoldi 73’ (rig.) | Marcatori |  |

#### Girone di ritorno
| Ascoli Piceno 28 gennaio 1979 16ª giornata | Ascoli              | 0 – 0 | Napoli | Stadio Cino e Lillo Del Duca\| Arbitro: \| Panzino (Catanzaro) \| |
| Arbitro:                                   | Panzino (Catanzaro) |       |        |                                                                   |

| Napoli 4 febbraio 1979 17ª giornata | Napoli        | 0 – 0 | Fiorentina | Stadio San Paolo\| Arbitro: \| Prati (Parma) \| |
| Arbitro:                            | Prati (Parma) |       |            |                                                 |

| Roma 11 febbraio 1979 18ª giornata | Roma           | 0 – 0 | Napoli | Stadio Olimpico\| Arbitro: \| Pieri (Genova) \| |
| Arbitro:                           | Pieri (Genova) |       |        |                                                 |

| Arbitro: | Lo Bello (Siracusa) |

|                         |           |                         |
| Bruscolotti 32’ Pin 72’ | Marcatori | 59’ Rossi 85’ Prestanti |

| Arbitro: | Menegali (Roma) |

|                              |           |            |
| Scala 70’ (rig.) Pircher 87’ | Marcatori | 90’ Capone |

| Napoli 11 marzo 1979 21ª giornata | Napoli               | 0 – 0 | Inter | Stadio San Paolo\| Arbitro: \| Barbaresco (Cormons) \| |
| Arbitro:                          | Barbaresco (Cormons) |       |       |                                                        |

| Arbitro: | Mattei (Macerata) |

|              |           |  |
| Tardelli 49’ | Marcatori |  |

| Arbitro: | Ciulli (Roma) |

|                              |           |  |
| Savoldi 14’, 76’ Valente 63’ | Marcatori |  |

| Arbitro: | Menicucci (Firenze) |

|  |           |          |
|  | Marcatori | 40’ Majo |

| Arbitro: | Longhi (Roma) |

|  |           |           |
|  | Marcatori | 44’ Iorio |

| Arbitro: | Casarin (Milano) |

|                              |           |  |
| Speggiorin 15’ Dal Fiume 64’ | Marcatori |  |

| Arbitro: | Barbaresco (Cormons) |

|                             |           |              |
| Pellegrini 8’ Vinazzani 56’ | Marcatori | 15’ Vincenzi |

| Arbitro: | Redini (Pisa) |

|              |           |                         |
| Giordano 22’ | Marcatori | 15’ Caso 88’ Pellegrini |

| Arbitro: | Reggiani (Bologna) |

|                     |           |  |
| Nicolini 65’ (aut.) | Marcatori |  |

| Verona 13 maggio 1979 30ª giornata | Verona              | 0 – 0 | Napoli | Stadio Marcantonio Bentegodi\| Arbitro: \| Panzino (Catanzaro) \| |
| Arbitro:                           | Panzino (Catanzaro) |       |        |                                                                   |

### Coppa Italia

#### Primo turno
| Arbitro: | Lo Bello (Siracusa) |

|                |           |                      |
| Pellegrini 10’ | Marcatori | 39’ (rig.) Bresciani |

| Arbitro: | Pieri (Genova) |

|             |           |                     |
| Ferrara 60’ | Marcatori | 35’, 38’ Pellegrini |

| Napoli 10 settembre 1978 4ª giornata | Napoli        | 0 – 0 | Atalanta | Stadio San Paolo\| Arbitro: \| Prati (Parma) \| |
| Arbitro:                             | Prati (Parma) |       |          |                                                 |

| Arbitro: | Casarin (Milano) |

|  |           |             |
|  | Marcatori | 66’ Valente |

#### Quarti di finale
| Arbitro: | Benedetti (Roma) |

|                        |           |               |
| Tesser 81’ Filippi 88’ | Marcatori | 54’ Dal Fiume |

| Perugia 9 maggio 1979 Ritorno | Perugia           | 0 – 0 | Napoli | Stadio Renato Curi\| Arbitro: \| Bergamo (Livorno) \| |
| Arbitro:                      | Bergamo (Livorno) |       |        |                                                       |

#### Semifinali
| Palermo 23 maggio 1979 Andata | Palermo       | 0 – 0 | Napoli | La Favorita\| Arbitro: \| Ciulli (Roma) \| |
| Arbitro:                      | Ciulli (Roma) |       |        |                                            |

| Arbitro: | Longhi (Roma) |

|             |           |                   |
| Savoldi 43’ | Marcatori | 10’, 61’ Citterio |

### Coppa UEFA
| Arbitro: | Bucek |

|                           |           |  |
| Kipiani 39’ Shengelia 49’ | Marcatori |  |

| Arbitro: | Vigliani |

|                    |           |                |
| Savoldi 79’ (rig.) | Marcatori | 64’ Daraselija |

## Statistiche

### Statistiche di squadra
| Competizione | Punti | In casa | In casa | In casa | In casa | In casa | In casa | In trasferta | In trasferta | In trasferta | In trasferta | In trasferta | In trasferta | Totale | Totale | Totale | Totale | Totale | Totale | DR |
| Competizione | Punti | G       | V       | N       | P       | Gf      | Gs      | G            | V            | N            | P            | Gf           | Gs           | G      | V      | N      | P      | Gf     | Gs     | DR |
| ------------ | ----- | ------- | ------- | ------- | ------- | ------- | ------- | ------------ | ------------ | ------------ | ------------ | ------------ | ------------ | ------ | ------ | ------ | ------ | ------ | ------ | -- |
| Serie A      | 32    | 15      | 7       | 6       | 2       | 16      | 9       | 15           | 2            | 8            | 5            | 7            | 12           | 30     | 9      | 14     | 7      | 23     | 21     | +2 |
| Coppa Italia | -     | 4       | 1       | 2       | 1       | 4       | 4       | 4            | 2            | 2            | 0            | 3            | 1            | 8      | 3      | 4      | 1      | 7      | 5      | +2 |
| Coppa UEFA   | -     | 1       | 0       | 1       | 0       | 1       | 1       | 1            | 0            | 0            | 1            | 0            | 2            | 2      | 0      | 1      | 1      | 1      | 3      | -2 |
| Totale       | -     | 20      | 8       | 9       | 3       | 21      | 14      | 20           | 4            | 10           | 6            | 10           | 15           | 40     | 12     | 19     | 9      | 31     | 29     | +2 |

### Statistiche dei giocatori[5]
| Giocatore           | Serie A  | Serie A | Serie A     | Serie A    | Coppa Italia | Coppa Italia | Coppa Italia | Coppa Italia | Coppa UEFA | Coppa UEFA | Coppa UEFA  | Coppa UEFA | Totale   | Totale | Totale      | Totale     |
| Giocatore           | Presenze | Reti    | Ammonizioni | Espulsioni | Presenze     | Reti         | Ammonizioni  | Espulsioni   | Presenze   | Reti       | Ammonizioni | Espulsioni | Presenze | Reti   | Ammonizioni | Espulsioni |
| ------------------- | -------- | ------- | ----------- | ---------- | ------------ | ------------ | ------------ | ------------ | ---------- | ---------- | ----------- | ---------- | -------- | ------ | ----------- | ---------- |
| S. Antoniazzi       | 1        | 0       | ?           | ?          | -            | -            | -            | -            | -          | -          | -           | -          | 1        | 0      | 0+          | 0+         |
| G. Bruscolotti      | 24       | 1       | ?           | ?          | 5            | 0            | ?            | ?            | 2          | 0          | ?           | ?          | 31       | 1      | ?           | ?          |
| A. Capone           | 13       | 1       | ?           | ?          | -            | -            | -            | -            | -          | -          | -           | -          | 13       | 1      | 0+          | 0+         |
| V. Caporale         | 29       | 0       | ?           | ?          | 8            | 0            | ?            | ?            | 2          | 0          | ?           | ?          | 39       | 0      | ?           | ?          |
| D. Caso             | 15       | 1       | ?           | ?          | 7            | 0            | ?            | ?            | 2          | 0          | ?           | ?          | 24       | 1      | ?           | ?          |
| L. Castellini       | 29       | -18     | ?           | ?          | 8            | -5           | ?            | ?            | 2          | -3         | ?           | ?          | 39       | -26    | ?           | ?          |
| S. Catellani        | 20       | 0       | ?           | ?          | 5            | 0            | ?            | ?            | 1          | 0          | ?           | ?          | 26       | 0      | ?           | ?          |
| C. Celestini        | -        | -       | -           | -          | 1            | 0            | ?            | ?            | -          | -          | -           | -          | 1        | 0      | 0+          | 0+         |
| M. Ferrario         | 28       | 0       | ?           | ?          | 7            | 0            | ?            | ?            | 2          | 0          | ?           | ?          | 37       | 0      | ?           | ?          |
| R. Filippi          | 29       | 0       | ?           | ?          | 8            | 1            | ?            | ?            | 2          | 0          | ?           | ?          | 39       | 1      | ?           | ?          |
| P. Fiore            | 4        | -1      | ?           | ?          | -            | -            | -            | -            | -          | -          | -           | -          | 4        | -1     | 0+          | 0+         |
| V. Majo             | 28       | 2       | ?           | ?          | 8            | 0            | ?            | ?            | 2          | 0          | ?           | ?          | 38       | 2      | ?           | ?          |
| V. Marino           | -        | -       | -           | -          | 1            | 0            | ?            | ?            | -          | -          | -           | -          | 1        | 0      | 0+          | 0+         |
| S. Nuccio           | 1        | 0       | ?           | ?          | 2            | 0            | ?            | ?            | 1          | 0          | ?           | ?          | 4        | 0      | ?           | ?          |
| C. Pellegrini (III) | 24       | 5       | ?           | ?          | 8            | 3            | ?            | ?            | 1          | 0          | ?           | ?          | 33       | 8      | ?           | ?          |
| L. Pin              | 21       | 1       | ?           | ?          | 4            | 0            | ?            | ?            | 2          | 0          | ?           | ?          | 27       | 1      | ?           | ?          |
| G. Savoldi (I)      | 30       | 9       | ?           | ?          | 8            | 1            | ?            | ?            | 2          | 1          | ?           | ?          | 40       | 11     | ?           | ?          |
| A. Tesser           | 10       | 0       | ?           | ?          | 3            | 1            | ?            | ?            | -          | -          | -           | -          | 13       | 1      | 0+          | 0+         |
| P. Valente          | 25       | 1       | ?           | ?          | 6            | 1            | ?            | ?            | 2          | 0          | ?           | ?          | 33       | 2      | ?           | ?          |
| C. Vinazzani        | 28       | 1       | ?           | ?          | 7            | 0            | ?            | ?            | 1          | 0          | ?           | ?          | 36       | 1      | ?           | ?          |